# Breitenfeld am Tannenriegel
Pour les articles homonymes, voir Breitenfeld.
Breitenfeld am Tannenriegel est une ancienne commune autrichienne du district de Leibnitz en Styrie. Le 1er janvier 2015 les communes de Breitenfeld, Hainsdorf im Schwarzautal, Wolfsberg im Schwarzautal, Mitterlabill et Schwarzau im Schwarzautal fusionnèrent pour former le bourg de Schwarzautal.